# Сім чудес світу

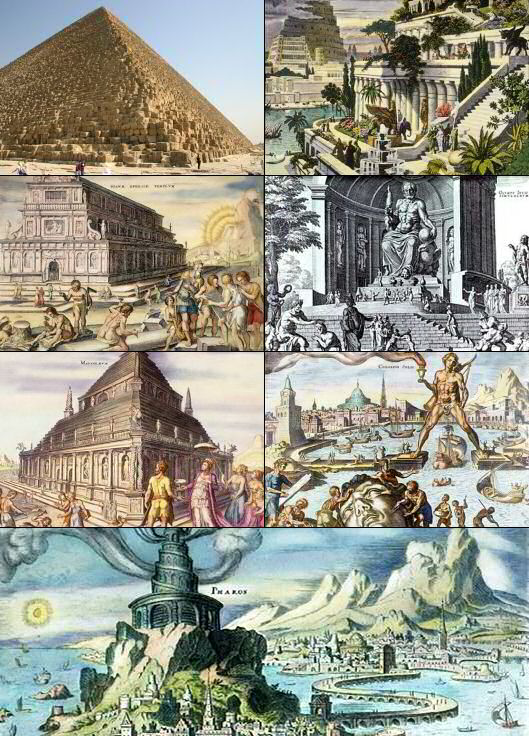
Сім чудес світу. Зліва направо, зверху вниз: Піраміда Хеопса, Сади Семіраміди, Храм Артеміди, Статуя Зевса в Олімпії, Мавзолей у Галікарнасі, Колос Родоський, Александрійський маяк

Сім чудес світу, або Сім чудес Стародавнього світу — список найпрославленіших пам'яток античної культури часів Ойкумени, з якого до наших часів збереглась лише піраміда Хеопса. Складання списку найславетніших поетів, філософів, полководців, великих царів, як і пам'яток архітектури і мистецтва — традиційний «малий» жанр грецької елліністичної поезії і свого роду вправа в риториці. Сам вибір числа освячений найдавнішими уявленнями про його наповненість, закінченість і досконалість, число 7 вважалося священним числом бога Аполлона (Семеро проти Фів, Сім мудреців тощо). Подібно до збірників висловлювань знаменитих мудреців, збірок анекдотів і розповідей про дива, твори про Сім чудес світу були популярні в античну епоху і містили описи найграндіозніших, найпрекрасніших або в технічному сенсі найзахопливіших будівель і пам'ятників мистецтва. Ось чому їх називали чудесами, в той час як в списку відсутні багато справжніх шедеврів стародавньої архітектури та мистецтва — Акрополь в Афінах із творінням Фідія — статуєю Афіни, Парфенон, прославлена статуя Афродіти Кнідської роботи Праксітеля і т. і. Згадки про Сім чудес з'являються у творах грецьких авторів, починаючи з епохи еллінізму. Їх треба було знати вже в школі, про них писали науковці та поети. У тексті одного єгипетського папірусу, що являв собою свого роду навчальний посібник, згадуються обов'язкові для заучування імена знаменитих законодавців, живописців, скульпторів, архітекторів, винахідників, найбільші острови, гори й річки і, нарешті, сім чудес світу. «Відбір» чудес відбувався поступово, і одні чудеса змінювали інші.

## Походження терміна
Перший відомий варіант списку чудес світу з'явився у Геродота в його «Історії». Усі чудеса, яких Геродот у своєму варіанті налічував три, знаходилися на острові Самос:

Зупинився ж я дещо докладніше на самоських справах тому, що самосці спорудили на своєму острові три найбільші споруди у всій Елладі. По-перше, вони пробили наскрізний тунель цього острова в горі заввишки в 150 оргій, що починається біля її підошви, з виходами з обох боків. Довжина тунелю 7 стадій, а висота і ширина по 8 футів. Під цим тунелем по всій його довжині вони прокопали канал завглибшки в 20 ліктів і 3 фути завширшки, через який у місто по трубах проведена вода з одного рясного джерела. Будівельником же цієї водопровідної споруди був Євпалій, син Навстрофа, мегарець. Це одна з трьох споруд. Друга — це дамба в морі, зведена навколо гавані. Дамба ця 20 оргій заввишки і понад 2 стадії завдовжки. Третя споруда — найбільший з відомих нам храмів Герайон. Першим будівельником цього храму був Рек, син Філея, самосець. Заради цих-то споруд я і розповів більш докладно про самоські справи.

Пізніше список розширився до семи чудес. У III столітті до н. е. з'явився новий список чудес. Його джерелом історики вважають невеликий вірш авторства Антипатра Сідонського або Антипатра Фессалонікійського
Опису Антипатра слідував твір Філона Олександрійського (оратор IV ст. н. е. або знаменитий механік III ст. до н. е.) «Про сім чудес». Імовірно, після будівництва Александрійського маяка, це диво інженерної думки замінило у списку стіни Вавилон (як чудо світу його згадує Пліній Старший у «Природничій історії»). 1640 року француз Д. С. Бессі відшукав у бібліотеці Ватикану невеличкий рукопис грецького філософа Філона Візантійського, який у III столітті до н. е. вжив у своєму творі це словосполучення.
Пізніше за Філона про дивовижні архітектурні досягнення писали і автор 37 томів «Природничої історії» Пліній Старший, і римський поет Марціал, і грецький географ Павсаній. Були також інші автори. Їхні списки різнились між собою. Одні вважали такими стіни стародавнього Вавилону і Колізей, інші також згадували міст через річку Євфрат. Остаточно список утвердився лише у XVIII столітті.
У низці творів замість висячих садів знову з'являлися стіни Вавилона, а маяк на Фаросі азамінювався Александрійською бібліотекою; доповнювали список також Пергамський вівтар Зевса, палац Кіра в Персеполі, «співочі» статуї Мемнона поблизу єгипетських Фів і самі Фіви, храм Зевса в Кізику, статуя Асклепія в Епідаврі, Афіна Парфенос роботи Фідія на афінському Акрополі, в римський період — Колізей і Капітолій. Згодом список у різних комбінаціях доповнювали також храм Соломона, Ноїв ковчег, Вавилонська вежа, храм Софії в Константинополі тощо.

## Перелік об'єктів
Усталений перелік Семи чудес світу пов'язують з іменем Александра Македонського.
| Об'єкт                 | Зображення                      | Час створення          | Місце, сучасна країна           | Творці                  | Руйнування |
| ---------------------- | ------------------------------- | ---------------------- | ------------------------------- | ----------------------- | --- |
| Піраміда Хеопса        | Піраміди в Гізі                 | ~ 2550 до н. е.        | Гіза, Єгипет                    | Єгиптяни                | Єдине з чудес, що збереглося до наших днів.                                                                            |
| Висячі Сади Семіраміди | Сади Семіраміди                 | ~ 600 до н. е.         | Вавилон, Ірак                   | Вавилоняни              | Після I століття до н. е. внаслідок землетрусу.                                                                        |
| Статуя Зевса в Олімпії | Статуя Зевса                    | 435 до н. е.,          | Олімпія, Греція                 | Греки — скульптор Фідій | V століття, згоріла в пожежі у Константинополі.                                                                        |
| Храм Артеміди в Ефесі  | Храм Артеміди                   | IV століття до н. е.   | Ефес, Туреччина                 | Лідійці, греки, перси   | Розграбований 262 н. е. готами, зруйнований землетрусом. Збережено одну колону.                                        |
| Мавзолей у Галікарнасі | Мавзолей у Галікарнасі          | 351 до н. е.           | Галікарнас, Туреччина           | Карійці, перси, греки   | 1494 року внаслідок землетрусу, зберігся фундамент, фрагменти.                                                         |
| Колос Родоський        | Колос Родоський                 | між 292 і 280 до н. е. | Родос, Греція                   | Греки                   | 224 (або 226) до н. е. внаслідок землетрусу.                                                                           |
| Александрійський маяк  | Комп'ютерна реконструкція маяка | III століття до н. е.  | Александрія (мис Фарос), Єгипет | Династія Птолемеїв      | Поштовхи у 365, 956 і 1303 роках н. е. сильно пошкодили будівлю, а потужний землетрус 1326 року остаточно її зруйнував |

## Сучасні сім чудес світу
Сучасні сім чудес світу: печерне місто Петра, Статуя Христа в Ріо-де-Жанейро, Великий китайський мур, Мачу-Пікчу, Тадж Махал, Колізей у Римі та Чичен-Іца.